# Гок-Спрінгс (Вайомінг)
Гок-Спрінгс (англ. Hawk Springs) — переписна місцевість (CDP) в США, в окрузі Ґошен штату Вайомінг. Населення — 47 осіб (2020).

## Географія
Гок-Спрінгс розташований за координатами 41°47′7″ пн. ш. 104°15′54″ зх. д. / 41.78528° пн. ш. 104.26500° зх. д. (41.785252, -104.265083).  За даними Бюро перепису населення США в 2010 році переписна місцевість мала площу 4,41 км², уся площа — суходіл.

## Демографія
Згідно з переписом 2010 року, у переписній місцевості мешкало 45 осіб у 23 домогосподарствах у складі 13 родин. Густота населення становила 10 осіб/км².  Було 37 помешкань (8/км²).
Расовий склад населення:
| - 97,8 % — білих - 2,2 % — осіб інших рас |

До двох чи більше рас належало 0,0 %. Частка іспаномовних становила 2,2 % від усіх жителів.
За віковим діапазоном населення розподілялося таким чином: 20,0 % — особи молодші 18 років, 57,8 % — особи у віці 18—64 років, 22,2 % — особи у віці 65 років та старші. Медіана віку мешканця становила 45,8 року. На 100 осіб жіночої статі у переписній місцевості припадало 104,5 чоловіків;  на 100 жінок у віці від 18 років та старших — 140,0 чоловіків також старших 18 років.
Цивільне працевлаштоване населення становило 7 осіб. Основні галузі зайнятості: виробництво — 100,0 %.